# Бахааддин, Зухайр
Зухайр ибн Мухаммед Бахааддин (араб. بهاء الدين زهير‎; 28 февраля 1186, Мекка — 2 ноября 1258, Каир) — арабский поэт, а также лучший каллиграф своего времени.

## Биография
Жил в Сирии и Египте при дворе Айюбидов. Писал касыды в честь правителей и сановников султана Ас-Салих Айюб ибн Мухаммада. Был доверенным секретарём султана до своей смерти из-за эпидемии в 1258 году.
Автор панегирических касыд, лирических стихов.
Его небольшие стихотворения, близкие к народной песне, отличаются глубиной чувства, юмором, простотой языка и изяществом формы. Его творчество оказало влияние на египетских поэтов XIX—XX вв. Его диван, известный в рукописных копиях, начиная с 1862 года, переиздан в Каире и Бейруте более 10 раз.